# ボーディオ・ロンナーゴ
ボーディオ・ロンナーゴ（イタリア語: Bodio Lomnago）は、イタリア共和国ロンバルディア州ヴァレーゼ県にある、人口約2,200人の基礎自治体（コムーネ）。

## 地理

### 位置・広がり

#### 隣接コムーネ
隣接するコムーネは以下の通り。
- カザーレ・リッタ
- カッツァーゴ・ブラッビア
- ダヴェーリオ
- ガッリアーテ・ロンバルド
- イナルツォ
- ヴァレーゼ

### 地震分類
イタリアの地震リスク階級 (it) では、4 に分類される
。

## 行政

### 分離集落
ボーディオ・ロンナーゴには、以下の分離集落（フラツィオーネ）がある。
- Lomnago, Rogorella, Boffalora, Pizzo, Porto, Roccolo